# کمیته المپیک اسرائیل
کمیته المپیک اسرائیل (انگلیسی: Olympic Committee of Israel) یک سازمان ورزشی است که نماینده کشور اسرائیل در کمیته بین‌المللی المپیک می‌باشد.
این سازمان که در سال ۱۹۳۳ تأسیس شده مسئول آماده‌سازی و اعزام ورزشکاران به بازی‌های المپیک، بازی‌های المپیک جوانان و بازی‌های اروپایی است.